# Parabuthus heterurus
Espèce
Synonymes
- Parabuthus stefaninii Caporiacco, 1927

Parabuthus heterurus est une espèce de scorpions de la famille des Buthidae.

## Distribution
Cette espèce se rencontre en Éthiopie et en Somalie,.

## Description
Parabuthus heterurus mesure de 75 à 98 mm.

## Systématique et taxinomie
Parabuthus stefaninii a été placée en synonymie par Kovařík en 2003.

## Publication originale
- Pocock, 1899 : « Solifugae, Scorpions, Chilopoda, and Diplopoda. » Appendix C to Donaldson Smith's through unknown African countries, Greenwood Press, Publishers, New York, p. 392-407.